# 20 Anos de Estrada
20 Anos de Estrada é uma coletânea musical do cantor brasileiro Jorge Camargo, lançada em 2001 pela gravadora VPC Produções. O disco, produzido pela gravadora, soma canções de Jorge originais de sua carreira solo e também de participações em discos dos Vencedores por Cristo, Guilherme Kerr Neto e outros artistas.

## Faixas
1. "Muitos virão te Louvar"
2. "Ó meu pai"
3. "Quando se está só"
4. "Meu baluarte"
5. "Tiago, O desconhecido"
6. "É preciso"
7. "Cristo é Senhor"
8. "Dá-me Forças"
9. "O Convidado"
10. "Teus Altares"
11. "Simão, o Zelote"
12. "Estações do Amor"
13. "Ajuntamento"
14. "Teu povo Clama"
15. "Grandes Louvores pra Deus"
16. "Gratidão"
17. "Bendize"
18. "Voz de Louvor"
19. "Exaltado pra Sempre"
20. "Alegria em Conhecer"
21. "O melhor está por vir"
22. "Graça"
23. "Chegue perto de Ti"
24. "Som do Céu"